# Nikolái Noskov
Nikolái Ivanovich Noskov (en ruso: Николай Иванович Носков; Gagarin, Óblast de Smolensk, antigua Unión Soviética; 12 de enero de 1956) es un cantante ruso, más conocido como el vocalista del grupo de hard rock Gorky Park entre 1987 y 1990.

## Primeros años
Nacido el 12 de enero de 1956, en Gzhatsk, actual Gagarin, nace en una familia de clase trabajadora. Su padre, Ivan, trabajó en una fábrica relacionada con la industria de la carne, y su madre, Yekaterina, trabajó en la industria lechera y en la construcción. Durante su infancia Kolya (familiarmente llamado) se familiarizó con la música, principalmente y mayoritariamente con la música popular, que veía y escuchaba que era interpretada con instrumentos tradicionales rusos o cuando la que cantaba era su madre. A la edad de ocho años la familia se trasladó a una ciudad más grande - Cherepovets. Ahí Nikolai finalizó su etapa escolar y fue a servir el ejército.
Ansioso por aprender, se empezó tocando el bayan, un tipo de acordeón, a medida que crecía, se declinaba más por el canto; en principio con el coro de la escuela, más tarde, como artista en solitario, ganó uno de sus primeros premios en un concurso local de canto a la edad de catorce años. Se convirtió en el cantante de la banda de la escuela, interpretando composiciones de Los Beatles, Creedence Clearwater Revival y otras bandas de rock occidentales, incluso con bandas de música de rock and roll. Como todo joven tenía en su habitación pósteres de sus artistas predilectos, entre ellos se contaban grupos de la talla de Led Zeppelin y Pink Floyd así como de otros géneros como Chaliapin. Su nivel de inglés por esa época no era muy alto. Pero más tarde, por circunstancias de la vida se ve obligado a aprender el idioma.

## Discografía
- НЛО (UFO, 1982)
- Gorky Park (1989)
- Mother Russia (1994)
- Я тебя люблю (I Love You, 1998)
- Стёкла и бетон (Glass and Concrete, 2000)
- Дышу тишиной (Breathing the Silence, 2000)
- По пояс в небе (Waist-deep in the Sky, 2006)
- Оно того стоит (It's worth it, 2011)
- Без навзания (No Name, 2012)